# Salticus perogaster
Salticus perogaster is een spinnensoort in de taxonomische indeling van de springspinnen (Salticidae).
Het dier behoort tot het geslacht Salticus. De wetenschappelijke naam van de soort werd voor het eerst geldig gepubliceerd in 1881 door Tord Tamerlan Teodor Thorell.